# Kirisun
Ska ej blandas ihop med musikgruppen Krisiun.
Kirisun Electronics (Shenzhen) Co Ltd är en kinesisk tillverkare av hemelektronik, främst komradior, som snabbt har lyckats med att etablera sig på den globala radiotelefonmarknaden.
Företaget startades 2001 och har fått flera priser . Företaget säljer sina produkter i 55 olika länder förutom för i Kina och bland kunderna finns Indiens och Turkiets regeringar samt den bangladeshiska flottan. Den största fabriken är belägen i Quanzhou. Produktionsanläggningen är den första av sitt slag i Kina för trådlösa radiotelefoner.

### Fotnoter
1. ↑  Dragon Trade Manufacturing Directory Arkiverad 16 september 2011 hämtat från the Wayback Machine.
2. ↑  Kirisun Arkiverad 5 juli 2012 hämtat från the Wayback Machine.
3. ↑  Government Officials from 11 Countries Visit Production Base of Kirisun. PR Newswire 7 december 2010.
4. ↑  Himfr.com reports Kirisun large amount of money to build China's first production base of wireless walkie talkie Arkiverad 27 mars 2011 hämtat från the Wayback Machine.. China Product Sourcing